# Atrophaneura zaleucus
Atrophaneura zaleucus là một loài bướm ngày thuộc họ Papilionidae. Loài này phân bố ở Myanma.
Sải cánh dài 100–110 mm. Cánh màu đen. Thân có lông đỏ bao phủ. Có các mảng trắng ở trên cánh sau.

## Đồng âm
Danh pháp loài này có các đồng âm sau:
- Papilio zaleucus Hewitson, [1865]
- Papilio nigricans Fruhstorfer, 1899
- Atrophaneura varuna zaleucus [Yutaka Inayoshi]
- Papilio zaleucus Rothschild, 1895

## Hình ảnh

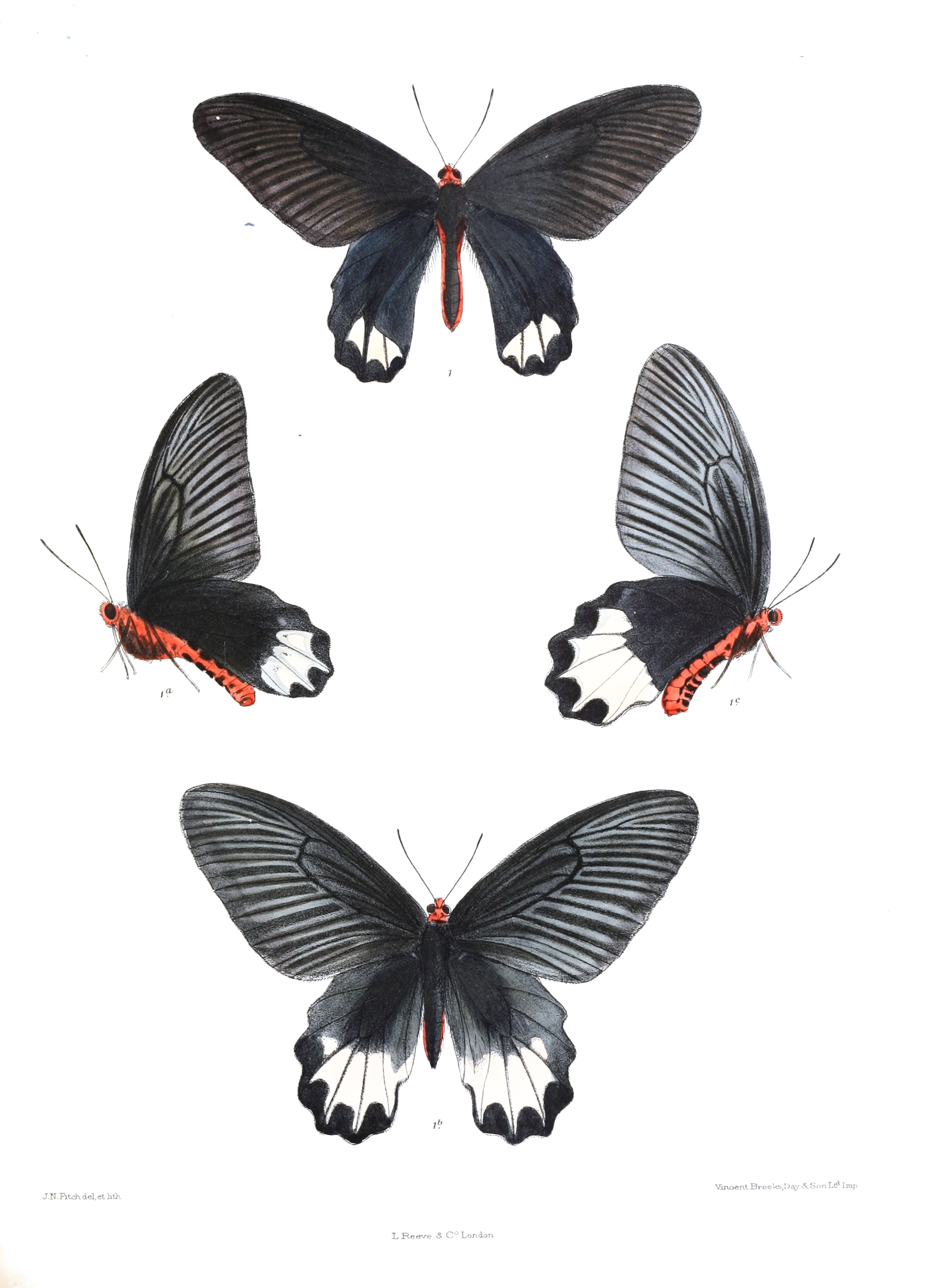
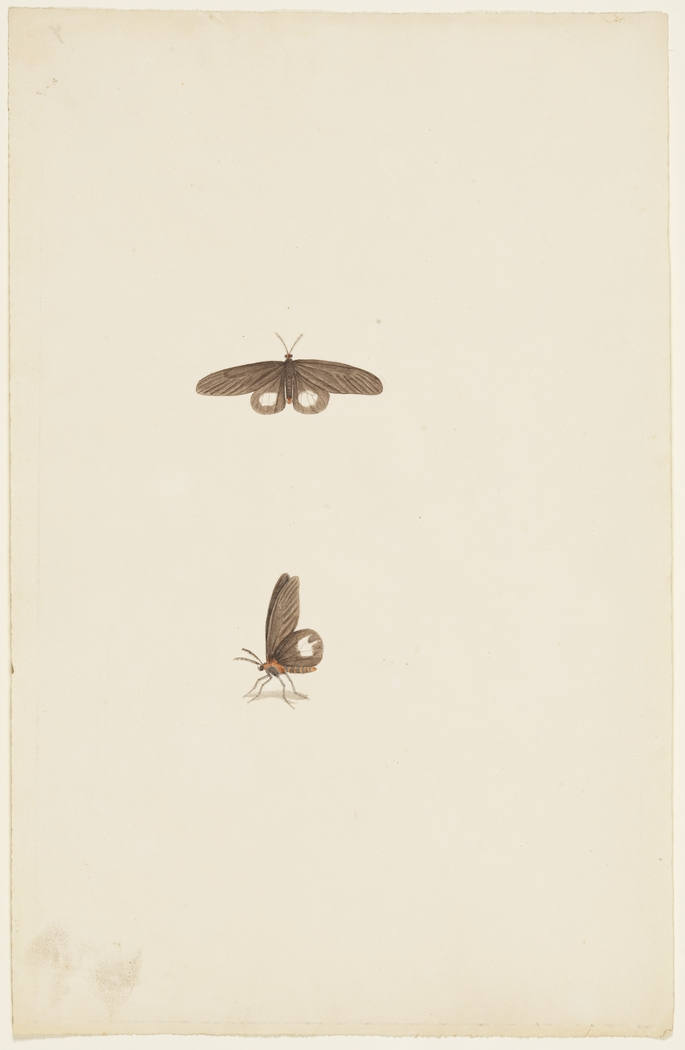